# Nakşidil Sultan
Nakşidil Sultan o Vâlide Nakş-î-Dil Sultan (en turco otomano: نقش دل سلطان‎; 1761 - 28 de julio de 1817;  que significa "Bordado en el corazón" en persa) fue la novena y última consorte del sultán Abdul Hamid I, y Valide sultán de su hijo Mahmud II del Imperio Otomano desde la ascensión al trono de su hijo en 1808, hasta su muerte nueve años después en 1817.

## Trasfondo y Vida

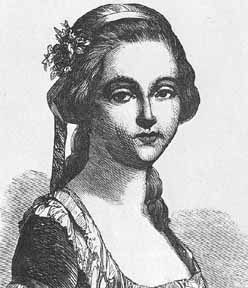
Nakşidil Sultan o Vâlide Nakş-î-Dil Sultan

### Orígenes
Según varios estudiosos, apuntan a que ella provenía de una familia con orígenes en la región del Cáucaso. Fikret Saraçoğlu ha encontrado en los archivos del Palacio de Topkapı en Estambul documentos relacionados con su muerte y funeral. Otros, como Necdet Sakaoğlu e Ibrahim Pazan, siguieron estos orígenes y afirman que en realidad su etnia de origen era georgiana. La joven se criaría en el palacio imperial y recibiría una educación otomana (Turca)

### Controversia sobre la identidad
Existe una leyenda que decía y suponía de que ella era Aimée du Buc de Rivéry, que había desaparecido en el mar en 1788, y era prima política lejana de la ex emperatriz Josefina, esposa de Napoleón Bonaparte. Según este mito, Aimée du Buc de Rivéry fue capturada por piratas de Berbería y vendida como concubina del harén, aunque no existe evidencia sobre este suceso o que ella realmente fuera la francesa capturada por los piratas.
Varios mitos más antiguos, que se remontan incluso a principios del siglo XVI, ya suponían conexiones entre las monarquías francesa y otomana. Se ha descubierto que se trata de fabricaciones políticamente motivadas, destinadas a justificar alianzas entre las dos monarquías (supuestamente relacionadas). El cuento de Aimée-Nakşidil muestra varios paralelos distintos con estos cuentos más antiguos. En tiempos de la monarquía, las historias sobre princesas francesas secuestradas no fueron repudiadas por los funcionarios franceses para mantener buenas relaciones con los inventores otomanos de los cuentos. En épocas posteriores, este y cuentos de harén similares se han utilizado en Francia para perpetuar una visión de Turquía, Oriente Medio y el Islam en general como de naturaleza misteriosa y despótica, a pesar de que se dispone de relatos más precisos.
Sin embargo, cincuenta años después, en 1867, cuando el sultán Abdulaziz I, hijo de Mahmud y nieto de Nakşidil Sultan, fue a París para ser agasajado y hospedado por Napoleón III . Fue recibido con gran entusiasmo por Napoleón, quien le dijo a la prensa que sus abuelas estaban emparentadas. Se estaba creando otra tradición inventada sobre una mujer francesa con conexiones reales en el harén otomano para apoyar las aspiraciones políticas de los gobernantes del Imperio Otomano y Francia. Como en otros ejemplos de tradiciones inventadas, esta leyenda estaba vagamente relacionada con un fenómeno histórico. Inicialmente, esta leyenda también enfatizaba la relación entre los dos gobernantes, tal como lo había hecho el mito anterior.

## Como consorte imperial
Nakşidil, que había sido dama de honor de Esma Sultan, hija del sultán Ahmed III y de posiblemente Zeyneb Kadin, se casó con Abdul Hamid en 1782 (volviéndola su consorte). Se le dio el título de "Séptima Consorte". El 22 de octubre de 1783, la pareja concibió a su primer hijo, Şehzade Murad Seyfullah, que lamentablemente falleció de viruela a la edad a la corta edad de un año el 3 de marzo de 1784.
Un año después, el 20 de julio de 1785, dio a luz a su segundo hijo otro varón, Şehzade Mahmud (futuro sultán Mahmud II ). Un año después, el 28 de noviembre de 1786, dio a luz a su tercer hijo, una niña, Saliha Sultan, que lamentablemente falleció a la corta edad de un año el 10 de abril de 1788.
En 1788, Nakşidil encargó una fuente en Sultanahmet junto a la prisión conocida como "Fuente Nakşi Kadın".La joven consorte quedó viuda en 1789 a la muerte de Abdul Hamid. En ese entonces contaba posiblemente con 25 a 27 años de edad.

## Viudez y Valide Sultan
En 1807, tras el ascenso al trono de su hijastro, el sultán Mustafa IV, se aumentaron sus asignaciones diarias y semanales. Durante estos años, las fuentes de ingresos mensuales y anuales de Nakşidil provenían de las tres granjas ubicadas en Taşçı Han, cerca de la Mezquita Fatih.
En 1808, asesinos enviados por su medio hermano Mustafa, ayudados por los ulemas, intentaron asesinar a Mahmud. Nakşidil salvó a su hijo ocultándolo, de modo que viviera para convertirse en el próximo sultán, Mahmud II . Mahmud se convirtió en sultán después de haber ordenado la muerte de su medio hermano, Mustafa, quien previamente había ordenado la muerte de Mahmud II, y de su primo, Selim III, a quien había depuesto como sultán, y Nakşidil se convirtió en la nueva Valide Sultan. .
En 1809, encargó una fuente cerca del pueblo Sarıkadı en Üsküdar conocida como "fuente Nakşidil Sultan". En 1817, estableció otra fuente, cocina y su propio mausoleo en Fatih.

## Muerte y Secuelas
En 1816, la Valide Nakşidil lamentablemente contrajo una grave enfermedad (Posteriormente conocida como tuberculosis). Dos médicos griegos la trataron pero no pudieron curarla de su padecimiento. El médico jefe aconsejó a Nakşidil que descansara un poco en la mansión de Gümrükçü Osman Ağa en Çamlıca, pero el fuerte clima afectó su salud, por lo que regresó al Palacio Beşiktaş, donde tristemente fallecería el 22 de agosto de 1817 de tuberculosis, su hijo Mahmud lloro su muerte durante días. Fue enterrada en su propio mausoleo ubicado en Fatih, Estambul .
La esposa de un embajador francés estaba presente en Estambul en el momento del fallecimiento de la entonces Valide Nakşidil. Ella escribe:

The Valide sultan is dead. . . . It is said that the deceased Sultane was French, of American origin, and that she was born in Nantes; it is added that at barely two years old, her parents embarked with her for America and they were captured by a corsair who took them to Algiers, where they perished. The little girl was purchased by a slave merchant, who judged by her beauty at such a tender age, that she would one day amply compensate him for the care that he lavished upon her. He was not mistaken in his expectation; at fourteen she was a dazzling beauty, sold to the Dey of Algiers to be included in the tribute that he owed to the Grand-Seigneur. She was sent to Abdul Hamid, who found her beautiful and elevated her to the rank of Kadine, that is to say he married her. She gave him Mahmud, the reigning sultan. Mahmud has always had a great respect for his mother. It is said that she greatly surpassed in amiability the Circassians or Georgians which is not surprising since she was French.

En 1818, su hijo el sultán Mahmud encargó una fuente (sebil) conocida como "Nakşidil Sultan Sebil" en memoria de su difunta madre, la cual apreciaba mucho.Su hijo y su nieto Abdulmejid I posteriormente también morirían de tuberculosis en los años 1839 y 1861 respectivamente.

## Descendencia
Junto con Abdul Hamid, Nakşidil tuvo tres hijos:
- Şehzade Seyfullah Murad (Palacio de Topkapı, 22 de octubre de 1783 - Palacio de Topkapı, 21 de enero de 1785);[12]
- Mahmud II (Palacio de Topkapı, 20 de julio de 1785 - Estambul, Turquía, 1 de julio de 1839, enterrado en el mausoleo de Mahmud II), trigésimo sultán del Imperio Otomano;[12]
- Saliha Sultan (Palacio de Topkapı, 27 de noviembre de 1786 - Palacio de Topkapı, 10 de abril de 1788);[12]

## Galería

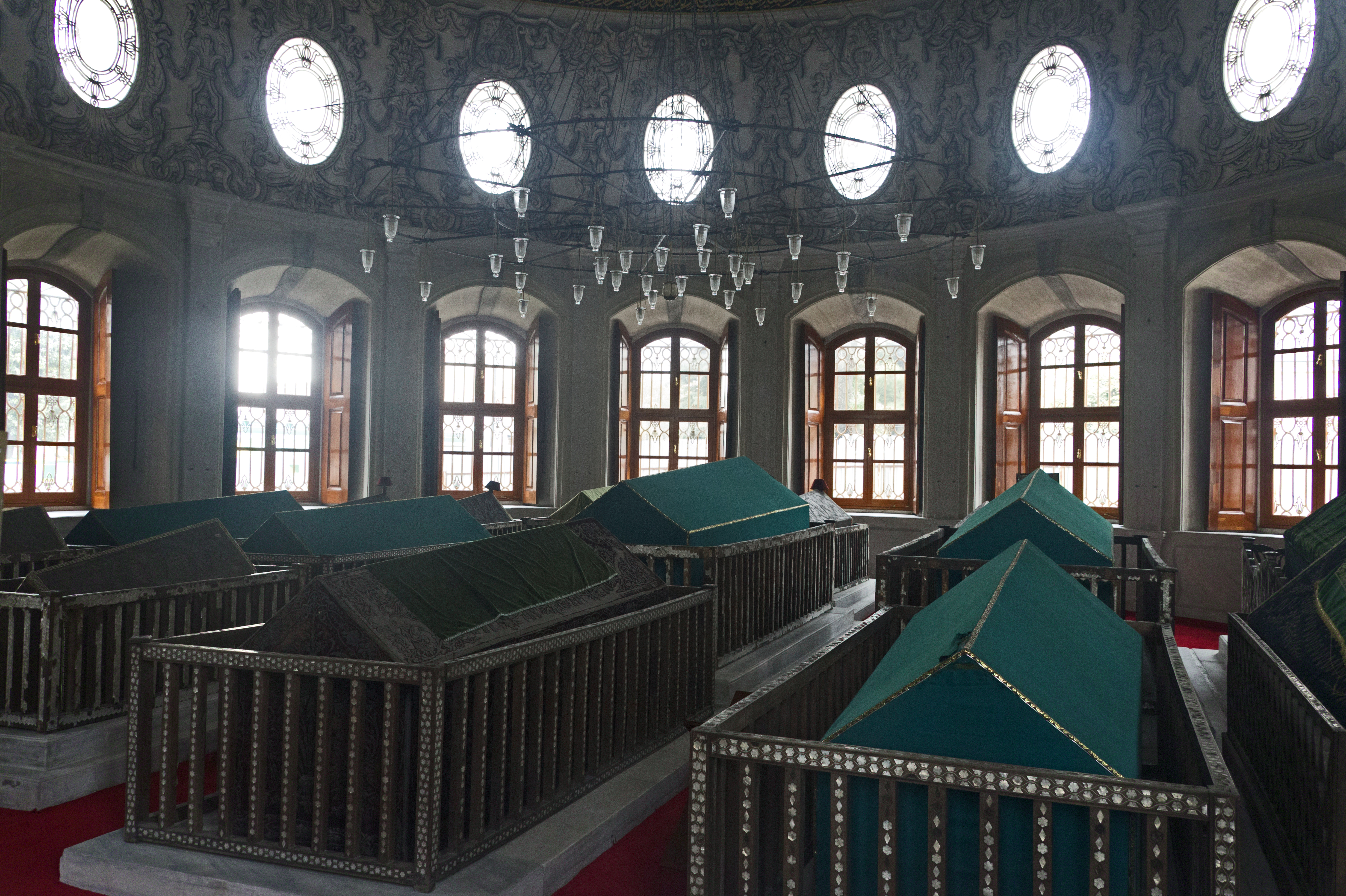
Interior del mausoleo del Naksidil Valide Sultan
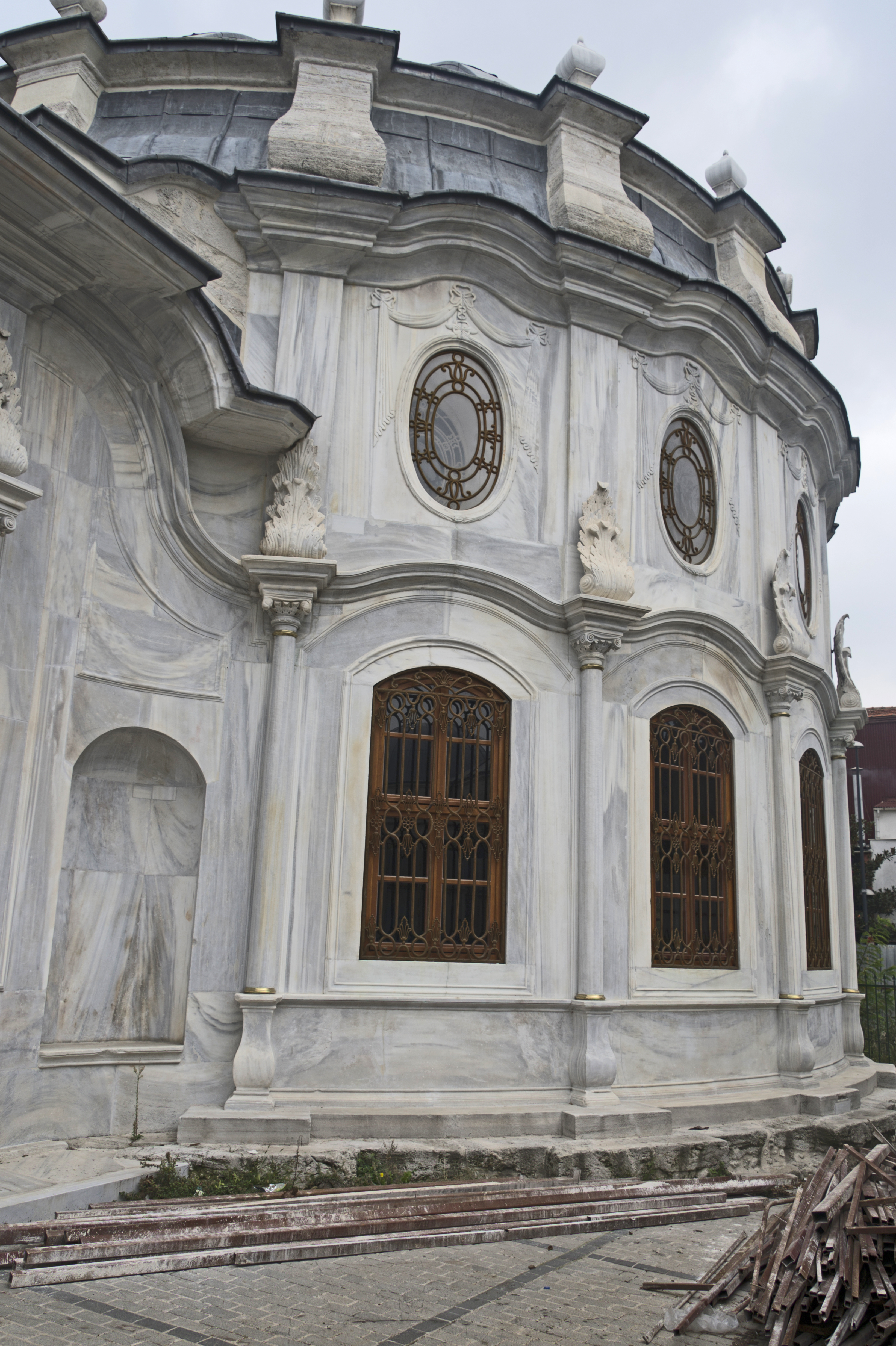
Mausoleo de Naksidil Valide Sultan del lado sur
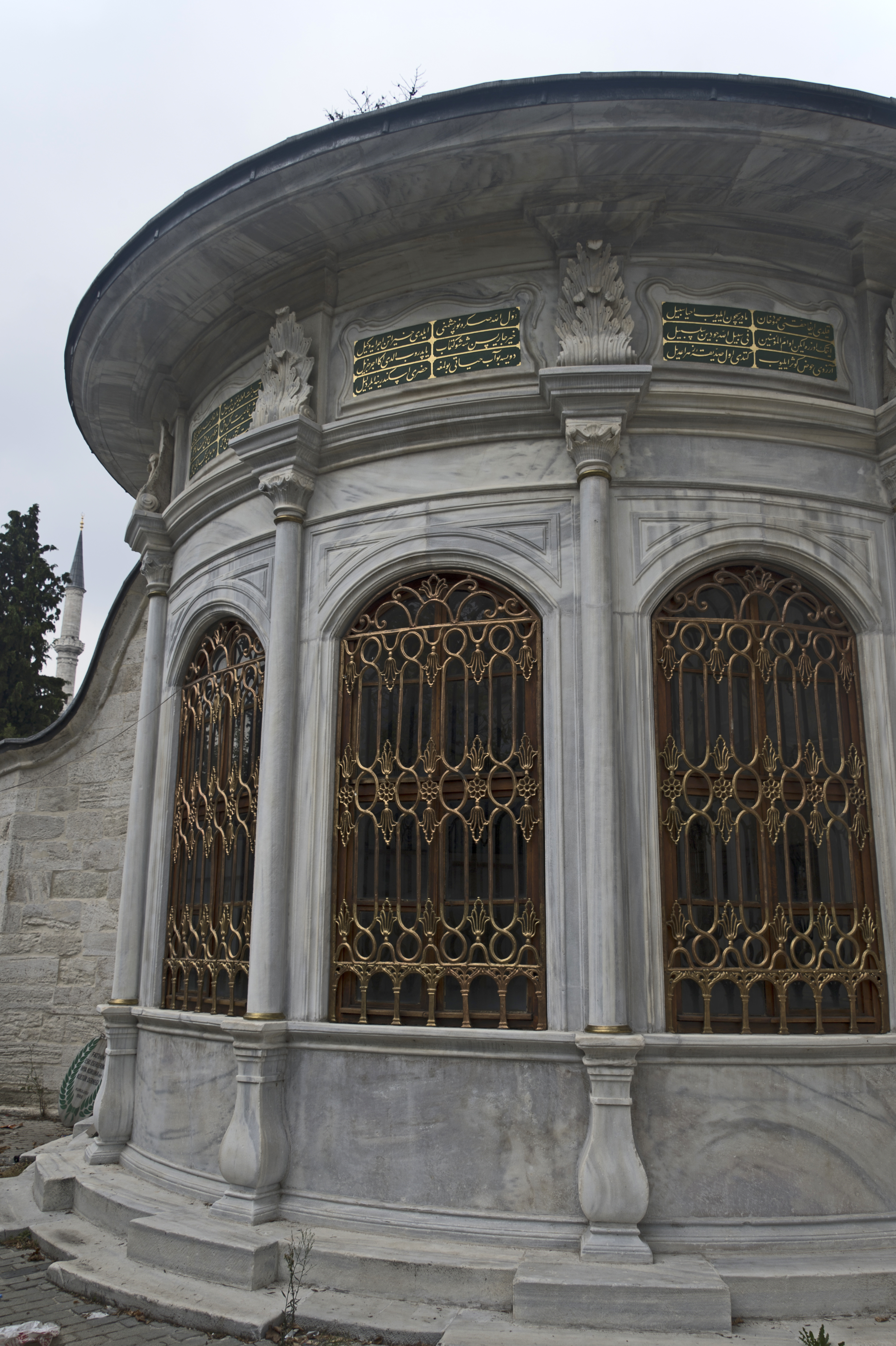
Mausoleo Sebil de Naksidil Valide Sultan
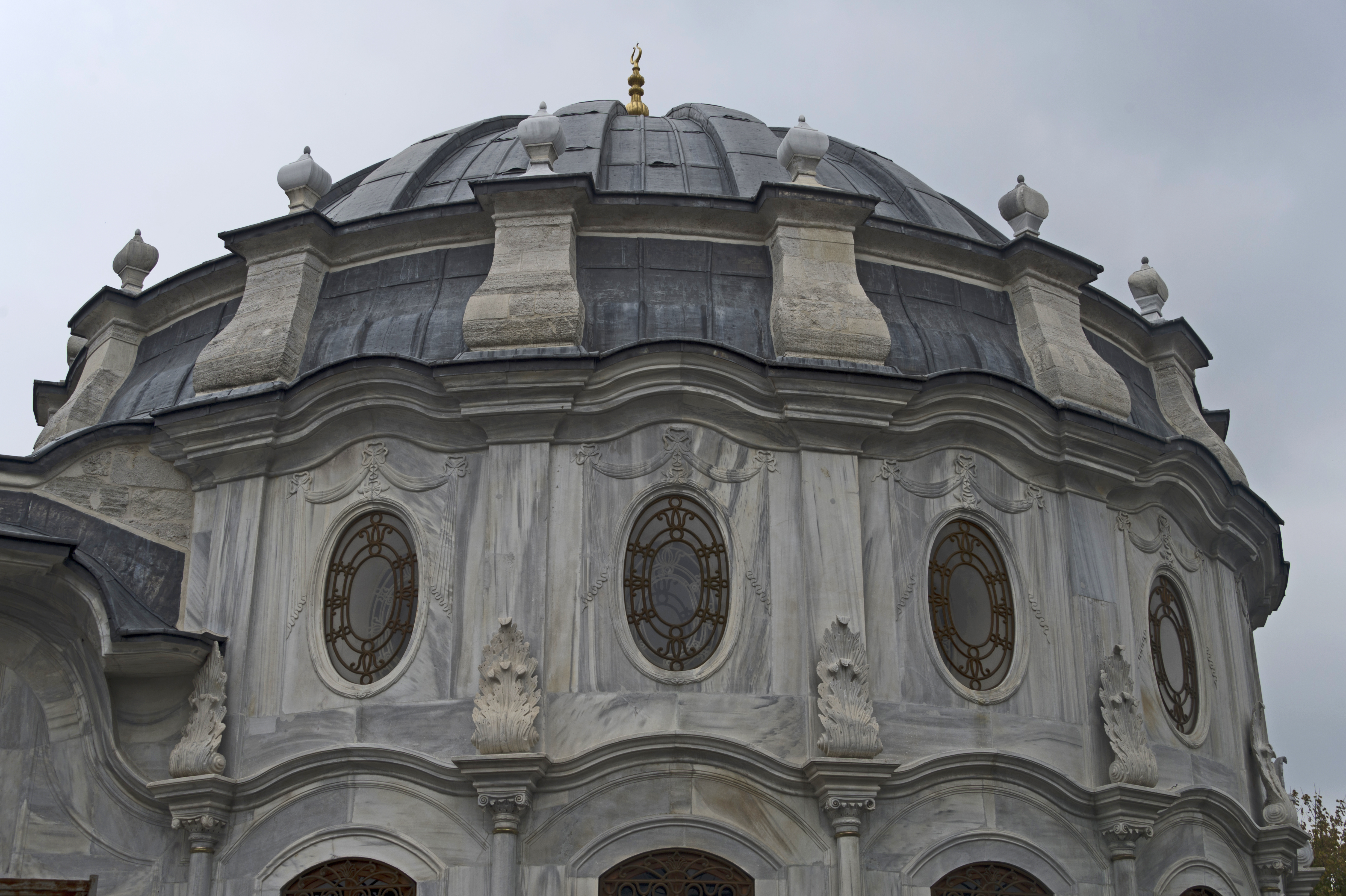
La Cúpula del mausoleo de Naksidil Valide